# Концепт (настільна гра)
Концепт (англ. Concept) — це дедуктивна патігейм настільна гра, випущена у 2013 році. Гру розробили Ален Ріволле та Ґаетан Божанно, а видавцем стала компанія Repos Production. В Україні за локалізацію відповідало видавництво Rozum. Гра зібрала численні нагороди та номінації, зокрема отримала приз Jeu de l'Année в Каннах у 2014 році.
У 2018 році вийшло дитяче видання гри Concept Kids: Тварини, адаптоване для дітей віком від 4 років.

## Правила

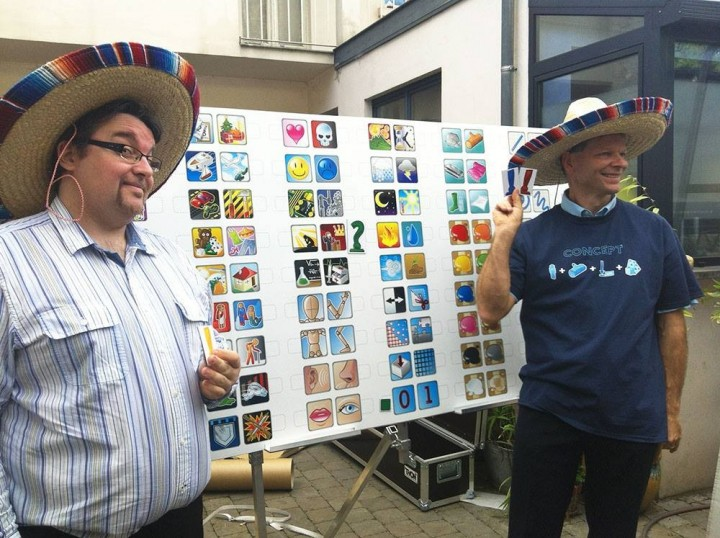
Ґаетан Божанно (ліворуч) та Ален Ріволле (праворуч) представляють Concept у 2013 році.

Concept — це гра на відгадування, де гравці повинні вгадати концепцію, таку як слово, ім'я або фраза. Гравці, які знають цільову концепцію, надають підказки, позначаючи її атрибути та атрибути пов'язаних концепцій на ігровому полі за допомогою маркерів різного кольору, тоді як інші гравці намагаються відгадати. Вербальні підказки заборонені.
Офіційні правила вказують, що гра проходить у командах по два гравці. Під час свого ходу команда тягне картку та обирає одну з трьох концепцій, які мають різні рівні складності (синій, червоний і чорний).
Команда ставить зелений знак питання на зображення, що ілюструє головну категорію концепції. Далі вони можуть уточнювати концепцію зеленими кубиками, визначаючи її атрибути, а також використовувати червоні, сині, жовті та чорні знаки оклику та кубики відповідного кольору для позначення пов'язаних концепцій.
Інші команди намагаються вгадати концепцію. Гравець, який відгадає правильно, отримує один подвоєний жетон переможних очок, а команда, яка обрала концепцію, отримує по одному звичайному жетону. Гра продовжується наступною командою.
Гра завершується, коли всі подвоєні жетони переможних очок будуть використані. Гравець з найбільшою кількістю очок перемагає.
Правила також допускають гру кожен сам за себе, без команд.

## Оцінки та відгуки
Гра отримала переважно позитивні відгуки, причому сайт Board Game Quest зазначив, що вона «приносить багато задоволення і є доступною для всіх». Сайт Board Games Land назвав її «ідеальною альтернативою шарадам».

## Нагороди та номінації
- 2015 Vuoden Peli Номінація на «Гру року» у категорії «Патігейм»[3]
- 2015 Gouden Ludo Номінант[4]
- 2014 Tric Trac Номінант[5]
- 2014 Spiel des Jahres Номінант[6]
- 2014 Spiel der Spiele Hit mit Freunden Рекомендована
- 2014 Lys Grand Public Переможець
- 2014 Lys Grand Public Фіналіст
- 2014 Juego del Año Фіналіст
- 2014 Hra roku Переможець[7]
- 2014 Hra roku Номінант
- 2014 Golden Geek Best Party Board Game Номінант[8]
- 2014 As d'Or — Jeu de l'Année Переможець[9]
- 2014 As d'Or — Jeu de l'Année Номінант
- 2013 Meeples' Choice Номінант[10]
- 2013 Golden Geek Best Party Board Game Номінант[11]